# Engine Sentai Go-onger
Engine Sentai Go-onger (炎神戦隊ゴーオンジャー, Enjin Sentai Gōonjā, te vertalen als Engine Squadron Go-onger) is de 32e Super Sentai-serie geproduceerd door Toei Company. De serie ging in première op 17 februari 2008 en liep tot 9 februari 2009 met een totaal van 50 afleveringen. Het thema van de serie is een combinatie van ecologie en de motorindustrie.
De serie dient als basis voor de Amerikaanse serie Power Rangers: R.P.M..

## Verhaal
De serie begint in de Machine Wereld (マシンワールド, Mashin Wārudo); een van de 11 Branewerelden (ブレーンワールド, Burēnwārudo) die parallel bestaan naast aan de onze. In deze wereld leven enorme voertuigachtige wezens genaamd Engines bestaan. De Engines zijn in een oorlog verwikkeld met de Gaiarc. Nadat de Gaiarc de strijd verliezen, reizen ze via tijd en ruimte naar een wereld die makkelijker te veroveren is. Drie van de Engines achtervolgen hen. Beide groepen belandden op de aarde, waar de Engines drie mensen uitkiezen om hun partners te worden. Niet veel later arriveren nog twee Engines die eveneens twee mensen uitkiezen. Samen moeten ze de Gaiarc stoppen.
Het team krijgt later versterking van de mysterieuze Go-on Wings en hun Wing Engines. Tevens komen ze voor andere vijanden te staan dan alleen de Gaiarc.

## Personages

### Go-ongers
De Go-ongers zijn de helden van de serie. Hun kracht komt van een technologie genaamd de Engine Souls (炎神ソウル, Enjin Sōru). Deze engine souls zijn zelfbewuste chipachtige items die het hart vormen van de Engines, en die de Go-ongers kunnen gebruiken. Het team bestaat uit:
Sōsuke Ezumi/Go-on Red (江角 走輔／ゴーオンレッド, Ezumi Sōsuke/Gōon Reddo)Bijgenaamd de “snelheidskoning”. Sōsuke is een voormalige racecoureur met een altijd zonnig humeur. Hij zit vol zelfvertrouwen, en confronteert alles en iedereen zonder te twijfelen. Als Go-on Red zijn z’n aanvallen gebaseerd op snelheid. Hij staat ook bekend onder de bijnaam "Miracle Esumi" daar hij sterk in wonderen gelooft. Hij geeft erg om de veiligheid van zijn teamgenoten.
Renn Kōsaka/Go-on Blue (香坂 連／ゴーオンブルー, Kōsaka Ren/Gōon Burū)bijgenaamd de "Cyclopedia," Renn is een voormalige buschauffeur die graag stil op de achtergrond blijft. Zijn fysieke kracht neemt fors toe als hij in Go-on Blue verandert. Hij heeft altijd een notitieboekje bij zich waar hij regelmatig handige kennis uit haalt. Hij maakt hierin tevens aantekeningen over de monsters die het team bevecht. Renn doet tevens dienst als de hoofdmonteur van het team.
Saki Rōyama/Go-on Yellow (楼山 早輝／ゴーオンイエロー, Rōyama Saki/Gōon Ierō)een voormalige medewerkster in een racewinkel. Ze is altijd vrolijk en blijft zelfs in lastige situaties glimlachen. Als Go-on Yellow kan ze op hard terrein vechten.
Hant Jō/Go-on Green (城 範人／ゴーオングリーン, Jō Hanto/Gōon Gurīn)bijgenaamd de "Vagabond", Hant is een freeter die in de loop van de serie verschillende parttime baantjes krijgt. Hij gedraagt zich doorgaans erg onvolwassen. Hij werd een Go-onger om wat spanning in zijn saaie leven te brengen.
Gunpei Ishihara/Go-on Black (石原 軍平／ゴーオンブラック, Ishihara Gunpei/Gōon Burakku)bijgenaamd "Chaser", Gunpei is een voormalige politieagent en een ervaren schutter. Hij heeft een grote passie voor rechtvaardigheid. Het duurde een tijdje voor hij de originele drie Go-ongers accepteerde, daar ze volgens hem te impulsief en kinderlijk waren om helden te mogen worden.
Hiroto Sutō/Go-on Gold (須塔 大翔／ゴーオンゴールド, Sutō Hiroto/Gōon Gōrudo)de leider van een tweemans team genaamd de Go-on Wings. Hij is een ervaren vechter gespecialiseerd in boksen en kickboksen. Hij en zijn zus zijn in de machinewereld getraind voor hun taak, en vormen binnen de Go-Ongers een eliteteam. Hij komt vaak koud en ongeïnteresseerd over, maar van binnen heeft hij een grote passie voor zijn taak als Go-Onger.
Miu Sutō/Go-on Silver (須塔 美羽／ゴーオンシルバー, Sutō Miu/Gōon Shirubā)Hiroto’s jongere zus, en de tweede van de Go-On wings. Haar vechtstijl is aikido. Ze kijkt op naar Hiroto als haar idool.

### Bondgenoten
- Bomper (ボンパー, Bonpā), een roze navigatierobot gemaakt door de Engines om de Go-ongers bij te staan. Hij maakt de Go-ongers arsenaal en onderhoudt de Engines. Zijn naam is een afkorting van "Born-to Outerdimension and Mechanic × Pitcrew-type ENGINE-support Robot."
- Harunosuke (晴之助, Harunosuke): een jongen uit de Samuraiwereld, die in aflevering 39 en 40 de Go-Ongers bijstaat.
- Akinosuke (昭之助, Akinosuke): de jongere broer van Harunosuke.

### Gaiarc
De Go-ongers vechten tegen de Barbaric Machine Clan Gaiarc (蛮機族ガイアーク, Bankizoku Gaiāku), machine-mensen die net als de Engines afkomstig zijn uit de machinewereld. Hun wens is de aarde zodanig te vervuilen dat hij verandert in hun idee van “het paradijs”. Hun basis is in de Hellgaia Palace (ヘルガイア殿, Herugaiaden) op een verlaten eiland. De Gaiarc kennen verschillende clans.
- Prime Minister Yogoshimacritein (総裏大臣ヨゴシマクリタイン, Sōridaijin Yogoshimakuritain) de ware leider van de Gaiark, en vader van Yogostein. Hij maakt zijn debuut in aflevering 46. Hij gebruikt de andere Gaiarc gewoon als pionnen in zijn plan, en deinst er niet voor terug ze op te offeren voor zijn eigen doeleinden. Hij heeft al drie andere branewerelden vernietigd.
- Land Pollution Minister Yogostein (害地大臣ヨゴシュタイン, Gaichi Daijin Yogoshutain): de generaal van de Gaiarcs landmonsters. Hij gebruikt een speer als wapen. Hij is de baas van Hiramechimedes, en geeft veel om diens welzijn. Hij wordt verslagen door Go-on Red in een duel.
- Water pollution Minister Kegalesia (害水大臣ケガレシア, Gaisui Daijin Kegareshia): de generaal van de zeemonsters. Haar wapen is een zweep. Wanneer Yogoshimacritein terugkeert tegen het einde van de serie maakt hij een gewone dienaar van haar. Hij gebruikt haar zelfs als schild tegen de Go-Ongers. Uit wraak helpt ze de Go-Ongers om Yogoshimacritein plannen te dwarsbomen, alvorens zichzelf af te sluiten.
- Air Pollution Minister Kitaneidas (害気大臣キタネイダス, Gaiki Daijin Kitaneidasu): de leider van de luchtmonsters. Gebruikt een staf als wapen en kan zichzelf veranderen in smog. Net als Kegalesia wordt hij door Yogoshimacritein gebruikt als gewone dienaar, waardoor ook hij zich bij de Go-Ongers aansluit.
- Land Pollution Vice-Minister Hiramechimedes (害地副大臣ヒラメキメデス, Gaichi Fuku Daijin Hiramekimedesu): Yogosteins ondergeschikte en het strategisch genie van de Gaiarc. Ondanks zijn lage rang wordt hij gevreesd bij de Engines. Hij verdween op de dag dat de Gaiarc naar de mensenwereld vertrokken, en duikt pas vele maanden later weer op. Hij upgrade zichzelf later tot Detaramedes, welke wordt vernietigd door Go-On Red.
- Barbaric Machine Clan Arelunbra Family (蛮機族アレルンブラ家, Bankizoku Arerunbura Ke): een clan van androïden die voor de komst van de Gaiarc de grootste vijanden vormden van de Engines.
  - Water Pollution Prince Nigorl zo Arelunbra (害水王子ニゴール・ゾ・アレルンブラ, Gaisui Ōji Nigōru zo Arerunbura): de prins van de Arelunbra. Hij is een meester zwaardvechter, en kan regenwolken oproepen. Hij kwam op aarde terecht in schijndode toestand, en ontwaakte pas na de komst van de Gaiarc.
  - Water Pollution Machine Knight Uzumaquixote (害水機士ウズマキホーテ, Gaisui Kishi Uzumakihōte): een dienaar van Nigorl. Hij was aanvankelijk een standbeeld, dat weer tot leven werd gebracht Kegalesia.
- Barbaric Machine Horonderthal (蛮機族ホロンデルタール, Bankizoku Horonderutāru): een legendarische banki(zoku). hij was 65 miljoen jaar geleden verantwoordelijk voor het uitsterven van de dinosauriërs. hij vocht tegen de ancient Engines, waarbij beide werden gefossiliseerd en pas in het heden weer ontwaakten. hij wordt verslagen door Engine-Oh G12.
- Cleaning Minister Kireizky (掃治大臣キレイズキー, Sōji Daijin Kireizukī, 42-): de laatste van de Gaiarks ministers. Hij maakt zijn debuut in aflevering 42. Hij heeft reeds de Geluidswereld, de Magische wereld (マジックワールド, Majikku Wārudo), en de Prisma Wereld (プリズムワールド, Purizumu Wārudo) vernietigd alvorens naar de aarde te komen.

- Barbaric Machine Soldiers Ugatz (蛮機兵ウガッツ, Ugattsu): de soldaten van de Gaiarc.

- Barbaric Machine Beasts (蛮機獣, Bankijū): de monsters van de Gaiarc. Ze zijn onderverdeeld in drie groepen, elk onder leiding van een generaal.

### Andere personages
- Empress Maki (女帝・魔姫, Jotei Maki): de schurk uit de Go-Ongers film. Ze kan veranderen in een enorme hydra-achtige duizendpoot.

- Rairaiken (雷々剱, Rairaiken): Een dienaar van Maki. Hij komt behalve in de film ook voor in afleveringen 39 en 40.

## Mecha

### Engines
De Engines (炎神, Enjin) zijn de inwoners van de Machinewereld. Ze zijn een combinatie van voertuigen en aardse dieren, en dienen als de mecha van de Go-ongers. Op aarde kunnen ze slechts 10 minuten achtereen hun ware kolossale gedaante aannemen. De rest van de tijd houden ze zich in miniatuurformaat verborgen als zogenaamde Engine Casts.
Primaire Engines:
- Engine Speedor (エンジンスピードル, Enjin Supīdoru), een adelaar/racewagen hybride, Go-onRed’s mecha.
- Engine Buson (エンジンバスオン, Enjin Basuon), een hybride tussen een bizon of leeuw en een autobus. Mecha van Go-onBlue.
- Engine Bear V (エンジンベアールＶ, Enjin Beāru Bui): een camper/beer hybride, Go-onYellow’s mecha.
- Engine Birca (炎神バルカ, Enjin Baruka): een hybride tussen een orka en een motorfiets. Go-on Greens mecha.
- Engine Gunpherd (炎神ガンパード, Enjin Ganpādo): een combinatie van een Duitse herder en een politiewagen. Go-on Blacks mecha.

Secundaire Engines:
- Engine Carrigator (炎神キャリゲーター, Enjin Kyarigētā) een oranje alligator/oplegger hybride met een samoeraiachtige persoonlijkheid.
- Engine Jumboale (炎神ジャンボエール, Enjin Janboēru):een hybride tussen een walvis en een jumbojet.
- Engine Kishamoth (炎神キシャモス, Enjin Kishamosu): een hybride mammoet/locomotief. Hij is een van de drie Ancient Engines (古代炎神, Kodai Enjin).
- Engine Teline (炎神ティライン, Enjin Tirain): een hybride Tyrannosaurus rex/Shinkansen, eveneens een van de drie Ancient Engines.
- Engine Keline (炎神ケライン, Enjin Kerain) een hybride Triceratops/Shinkansen.

Go-on Wing’s Engines:
- Engine Toripter (炎神トリプター, Enjin Toriputā) een kip/helikopter hybrid een Go-on Gold's partner.
- Engine Jetras (炎神ジェットラス, Enjin Jettorasu): een tijger/straaljager hybride en Go-on Silver’s partner.

### Combinaties
- Engine Gattai Engine-O (炎神合体エンジンオー, Enjin Gattai Enjin'ō): de Go-ongers primaire robot, ook wel de "koning der motoren" genoemd. Hij vecht met een zwaard. Zijn aanval is de Go-on Grand Prix (ゴーオングランプリ, Gōon Guran Puri). Engine-o bestaat in zijn doorsnee vorm uit Engine Speedor, Bus-on, en Bearrv.
  - Engine-O Birca (エンジンオーバルカ, Enjin'ō Baruka): een combinatie waarbij Birca met Engine-O combineert. In deze vorm krijgt Engine-O de Bircutter als wapen.
  - Engine-O Gunpherd (エンジンオーガンパード, Enjin'ō Ganpādo): combinatie waar Gunpherd bij betrokken is. Geeft Engine-O de Gunpherd Gun als wapen.
  - Engine-Oh Jetripter (エンジンオージェットリプター, Enjin'ō Jettoriputā): een combinatie van Engine-Oh met Jetras en Toripter. Deze mode is gewapend met een rotorblad en vuurwapen.
  - Engine-Oh G6 (エンジンオーＧ６, Enjin'ō Jī Shikkusu): de combinatie van Engine-Oh en GunBir-Oh. De "G6" staat voor "Go-onger 6." Als aanval vuurt hij energiestralen in de vorm van de individuele Engines af op zijn tegenstander.
  - Engine-Oh G9 (エンジンオーＧ９, Enjin'ō Jī Nain) de combinatie van Engine-Oh G6 en Seiku-Oh.
  - Engine-Oh G12 (エンジンオーＧ12, Enjin'ō Jī Tuerubu): de combinatie van alle 12 Engines. Met zijn 93 meter hoogte tevens de grootste van alle combinaties. Zijn aanval is de G12 Grand Prix (Ｇ12グランプリ, Jī Tuerubu Guran Puri), waarbij hij auraversies van Engine-Oh, GunBir-Oh, Seiku-Oh, en Kyoretsu-Oh op de vijand afstuurt alvorens zelf een aura af te vuren. Deze combinatie kan maar enkele minuten bestaan.

- Engine Gattai GunBir-O (炎神合体ガンバルオー, Enjin Gattai Ganbaru'ō): de go-ongers tweede robot. Bestaat in zijn primaire vorm uit Carrigator, Birca en Gunpherd. Zijn aanvallen zijn de Bircutter Storm (バルカッターストーム, Barukattā Sutōmu) en GunBir Grand Prix (ガンバルグランプリ, Ganbaru Guran Puri).
  - GunBir-Oh Jetras (ガンバルオージェットラス, Ganbaruō Jettorasu), combinatie waarbij Jetras betrokken is.

- Engine Gattai Seiku-Oh (炎神合体セイクウオー, Enjin Gattai Seikūō): de combinatie van Toripter, Jetras, en Jumboale.
  - Seiku-Oh Gunpherd (セイクウオーガンパード, Seikūō Ganpādo): combinatie van Seiku-oh met Gunpherd.

- Engine Gattai Kyoretsu-Oh (炎神合体キョウレツオー, Enjin Gattai Kyōretsuō,  Kyoretsu): een robot gevormd uit de drie Ancient Engines. Hij kan dingen bevriezen en is erg krachtig. Zijn aanvallen zijn de Railway Chop (電車道チョップ, Denshamichi Choppu), de Dinosaur Kick (ダイナソーキック, Dainasō Kikku), de Kyoretsu Dino Bite (キョウレツダイナバイト, Kyōretsu Daina Baito) kick, en de KishamoSteam (キシャモスチーム, Kishamosuchīmu).

- Engine Dai-Shogun (炎神大将軍, Enjin DaiShōgun): een speciale mechacombinatie die alleen voorkomt in de Go-Ongers film en in afleveringen 39 en 40. Deze mecha bestaat uit drie Engines die in de Samuraiwereld leven: Engine Retsu-Taka, Engine Shishi-no-Shin en Engine Tsuki-no-Wa.

## Branewerelden
In de serie bevinden zich naast de Mensenwereld (ヒューマンワールド, Hyūman Wārudo) nog 10 andere parallelle werelden:
- Machinewereld (マシンワールド, Mashin Wārudo): de thuiswereld van de Engines en de Gaiarc.
- Schrootwereld (ジャンクワールド, Janku Wārudo): een wereld die eruitziet als een grote schroothoop.
- Geluidswereld (サウンドワールド, Saundo Wārudo).
- Stormwerled (ストーミーワールド, Sutōmī Wārudo): een wereld waar altijd zware stormen heersen.
- Magiewereld (マジックワールド, Majikku Wārudo): een wereld waarin magie een alledaags iets is.
- Kerstmiswereld (クリスマスワールド, Kurisumasu Wārudo): de thuiswereld van de kerstman.
- Samuraiwereld (サムライワールド, Samurai Wārudo): een wereld die lijkt op het middeleeuwse Japan.
- Prismawereld (プリズムワールド, Purizumu Wārudo)

## Afleveringen
1. Allies of Justice (正義ノミカタ, Seigi no Mikata)
2. Reckless Guys (無茶ナヤツラ, Mucha na Yatsura)
3. Basic Investigation (捜査ノキホン, Sōsa no Kihon)
4. Engine Trouble (炎神トラブル, Enjin Toraburu)
5. Sometimes a Mother!? (時々オカン！？, Tokidoki Okan!?)
6. The Maiden's Heart (乙女ノココロ, Otome no Kokoro)
7. Partner Amigo (相棒アミーゴ, Aibō Amīgo)
8. The Greatest Miracle (最高ノキセキ, Saikō no Kiseki)
9. Tomorrow is There (明日ガアルサ, Ashita ga Arusa)
10. Starting Alright (発車オーライ, Hassha Ōrai)
11. Airwave Jack (電波ジャック, Denpa Jakku)
12. Sōsuke Banki!? (走輔バンキ！？, Sōsuke Banki!?)
13. Tank Full of Chivalry (侠気マンタン, Otokogi Mantan)
14. Doki Doki Every Day (毎日ドキドキ, Mainichi Doki Doki)
15. Engine Stall (炎神ストール, Enjin Sutōru)
16. Honor Recovery (名誉バンカイ, Meiyo Bankai)
17. Wings of Justice (正義ノツバサ, Seigi no Tsubasa)
18. Commoner Hero (庶民ヒーロー, Shomin Hīrō)
19. Gunpei's True Intentions (軍平ノホンネ, Gunpei no Honne)
20. Siblings Battle!? (兄妹バトル！？, Kyōdai Batoru!?)
21. Childish Guys (幼稚ナヤツラ, Yōchi na Yatsura)
22. Final Request (最後ノノゾミ, Saigo no Nozomi)
23. Reckless Flash (暴走ヒラメキ, Bōsō Hirameki)
24. First Smile (最初ノエガオ, Saisho no Egao)
25. Goodbye Mother (母上（オカン）サヨナラ, Okan Sayonara)
26. Love Affair (恋愛カンケイ, Ren'ai Kankei)
27. Granddaughter Hant!? (孫娘ハント！？, Magomusume Hanto!?)
28. Partner Gunpei (相棒グンペイ, Aibō Gunpei)
29. Stop Hiroto (大翔ヲトメロ, Hiroto o Tomero)
30. Friendship's Punch (友情ノパンチ, Yūjō no Panchi)
31. Idol Debut (歌姫（アイドル）デビュー, Aidoru Debyū)
32. Search for Treasure (秘宝ヲサガセ, Hihō o Sagase)
33. Primeval Engines (原始エンジン, Genshi Enjin)
34. Devilish Woman (悪魔ナオンナ, Akuma na Onna)
35. Engine's Bonds (炎神ノキズナ, Enjin no Kizuna)
36. Sōsuke… Eternally (走輔…トワニ, Sōsuke… Towa ni)
37. Engine Banki!? (炎神バンキ！？, Enjin Banki!?)
38. The Maidens' Seriousness (乙女ノホンキ, Otome no Honki)
39. Nostalgic Children (郷愁ノコドモ, Kyōshū no Kodomo)
40. Shogun Revival (将軍フッカツ, Shōgun Fukkatsu)
41. Childcare Recommendations (育児ノススメ, Ikuji no Susume)
42. Campus Secret (学園ノヒミツ, Gakuen no Himitsu)
43. Year-End Big Cleanup (年末オソウジ, Nenmatsu Osōji)
44. Protect Christmas Eve (聖夜ヲマモレ, Seiya o Mamore)
45. Hatsuyume Plans!? (初夢キカク！？, Hatsuyume Kikaku!?)
46. Runaway Bomper (家出ボンパー, Iede Bonpā)
47. Ministry Shake-Up (内閣カイゾウ, Naikaku Kaizō)
48. Justice Dissolution (正義カイサン, Seigi Kaisan)
49. Final Battle (最終ケッセン, Saishū Kessen)
50. Road of Justice (正義ノロード, Seigi no Rōdo)

### Specials
- Engine Sentai Go-onger: Boom Boom! Bang Bang! GekijōBang!! (炎神戦隊ゴーオンジャー　ＢＵＮＢＵＮ！ＢＡＮＢＡＮ！劇場ＢＡＮＧ！！, Enjin Sentai Gōonjā Bunbun! Banban! Gekijōban!!): de Go-Ongers film. Kwam uit op 9 augustus 2008.
- It's a Seminar! Everyone GO-ON!! (セミナールだよ！全員GO-ON!!, Semināru da yo! Zen'in Gōon!!): een speciale dvd-uitgave.
- Engine Sentai Go-onger vs. Gekiranger (炎神戦隊ゴーオンジャーVSゲキレンジャー, Enjin Sentai Gōonjā tai Gekirenjā): de team-up special met Juken Sentai Gekiranger.